# DJE Kapital
Die DJE Kapital AG ist eine Vermögensverwaltung mit Sitz in Pullach, die 1974 von Jens Ehrhardt als Dr. Jens Ehrhardt Vermögensverwaltung gegründet wurde.

## Geschichte
Jens Ehrhardt gründete 1974 eine Vermögensverwaltung mit dem Namen Dr. Jens Ehrhardt Vermögensverwaltung. 1987 legte er als erster Vermögensverwalter in Deutschland einen Aktienfonds auf, den noch heute existierenden FMM-Fonds (WKN 847811). Die Geschäftsbereiche der Dr. Jens Ehrhardt Vermögensverwaltung wurden 1998 in die Dr. Jens Ehrhardt Finanzverwaltungs GmbH eingebracht. Diese Gesellschaft ging durch Formwechsel in die Dr. Jens Ehrhardt Kapital AG über. Die Gesellschaft verfügt seitdem über die Erlaubnis der Bundesanstalt für Finanzdienstleistungsaufsicht zur Anlage- und Abschlussvermittlung sowie zur Finanzportfolioverwaltung.
Die Dr. Jens Ehrhardt Finanz AG, Zürich/Schweiz wurde im Jahr 2001 gegründet und ein Jahr darauf die DJE Investment S.A. mit Sitz in Luxemburg. Seit 2008 firmiert die Dr. Jens Ehrhardt Kapital AG unter DJE Kapital AG. Weitere Niederlassungen wurden in Frankfurt am Main (2006), Köln (2008) eröffnet.
Die Gesellschaft ist Mitglied im Verband unabhängiger Vermögensverwalter Deutschland, in der Entschädigungseinrichtung der Wertpapierhandelsunternehmen und im Bundesverband Investment und Asset Management.
Die Gruppe wies für das Geschäftsjahr 2024 ein Verwaltungs- und Beratungsvolumen von rund 16,0 Mrd. Euro aus.
Seit 2017 bietet die DJE Kapital AG unter dem Namen Solidvest eine digitale Online-Vermögensverwaltung an.

## Auszeichnungen
Die Gesellschaft wurde mehrfach ausgezeichnet; sie erhielt u. a. mehrfach das Prädikat summa cum laude des Elite Reports in Kooperation mit dem Handelsblatt.